# وثائقيات هوت دوكس في المنزل
Hot Docs at Home هو برنامج تلفزيوني كندي يعرض مجموعة من الأفلام الوثائقية عبر قناة شبكة سي بي سي. تم إطلاقه لأول مرة في 16 أبريل 2020، ويهدف إلى تقديم مجموعة متنوعة من الأفلام الوثائقية التي يمكن للمشاهدين الاستمتاع بها بشكل مريح من منازلهم خلال فترة جائحة كوفيد-19. عرضت السلسلة أثناء جائحة كوفيد-19 في كندا ، حيث بثت العديد من الأفلام الوثائقية الطويلة التي كان من المقرر عرضها لأول مرة في مهرجان هوت دوكس الكندي الدولي للأفلام الوثائقية لعام 2020 قبل تأجيله. تم عرض الأفلام على قناة CBC التلفزيونية في الساعة 8 مساءً بتوقيت شرق الولايات المتحدة يوم الخميس وعلى قناة CBC الوثائقية في وقت لاحق من نفس المساء، وتم جعلها متاحة للبث على منصة CBC Gem .
خلال نفس الفترة، عرضت قناة الوثائقي أيضًا عددًا من الأفلام الوثائقية القديمة التي تم عرضها في نسخ السابقة من مهرجان هوت دوكس.
تم ترشيح عدة أفلام تم بثها في السلسلة لجوائز الشاشة الكندية في فئات الأفلام الوثائقية التلفزيونية في جوائز الشاشة الكندية التاسعة في عام 2021. حاز فيلم "9/11 Kids" على جائزة دونالد بريتين لأفضل فيلم وثائقي اجتماعي أو سياسي.

## الجدول
الأفلام التي تم بثها في المسلسل كانت:
- 16 أبريل: Made You Look: A True Story About Fake Art - باري أفريش

- 23 أبريل: 9/11 Kids - إليزابيث سانت فيليب

- 30 أبريل: Finding Sally - تامارا ماريام داويت

- 7 مايو: Meat the Future - ليز مارشال

- 14 مايو: They Call Me Dr. Miami - جان-سيمون شارتير
- 21 مايو: Influence - ريتشارد بوبلاك وديانا نيل
- 28 مايو: The Walrus and the Whistleblower - ناتالي بيبو